# Illier-et-Laramade
 Illier-et-Laramade  es una población y comuna francesa, en la región de Mediodía-Pirineos, departamento de Ariège, en el distrito de Foix y cantón de Vicdessos.

## Demografía
| 46 | 36 | 30 | 36 | 31 | 20 |
| Para los censos de 1962 a 1999 la población legal corresponde a la población sin duplicidades (Fuente: INSEE [Consultar]) |    |    |    |    |    |